# Ludwig Weyandt
Christian Albert Ludwig Weyandt (Weijandt, Wyant), född före 1655, död efter 1720 sannolikt i Kiel, var en tysk målare.
Weyandt uppges i några källor vara av svensk härkomst men senare forskning vill placera honom från trakterna kring Schleswig-Holstein. Han nämns första gången i svenska handlingar 1671 då han utförde ett porträtt av Mattias Björnklou. Man vet väldigt lite om hans uppväxt, härkomst och utbildning men enligt August Hahr var han en tid elev tillsammans med David von Krafft i David Klöcker Ehrenstrahls ateljé innan han fullbordade sina studier i Italien. 
Han var därefter i tjänst som hovmålare för hertigen av Holstein-Gottorp 1689–1720, där hans arbete huvudsakligen bestod i dekorationsmålning, och hantverksmässig inredningsmålning av de hertigliga gemaken. I en handling som utfärdades av Hedvig Sofia och Christian August av Holstein-Gottorp i Stockholm 1703 utnämndes han till Ober Hoffmahler. Weyand utförde en rad porträtt under sin tid vid hovet, bland annat avporträtterade han Christian Albrecht, hertig Friedrich IV, Hedvig Sofia av Sverige, ett ungdomsporträtt av Otto von Düring, Fredrik IV av Danmark och överste Henrik Falkenberg av Bålby. 
Flera av hans porträtt har återutgivits i form av kopparstick av andra konstnärer och i samband med Christian Albrechts likbegängelse 1695 trycktes i Schleswig och Kiel en skrift i folio med tre bilder av Weyand som graverades av J Friedlein. Till hans uppgifter vid hovet hörde även till att porträttera de hertigliga hundarna och enligt bevarade kvitteringar vet man att han utförde ett 10-tal hundporträtt. Omkring 1699–1705 utförde han sex ovala dörröverstycken för nyinredda gemak och 1706 målade han två bilder av aloer till det furstliga orangeriet varav den ena senare sändes till hovet i Stockholm. Han målade 1697 altartavlan Korsfästelsen för slottskyrkan i Kiel och altartavlan 'Nattvarden för kapellet i Eutin. 
Weyand är representerad vid bland annat Gripsholm Rosenborgs slott i Köpenhamn, Eutins slott i Tyskland, Gottorp museum och Tervik i Finland.